# Cortia
Cortia es un género de plantas herbáceas perteneciente a la familia de las apiáceas.  Comprende 14 especies descritas y de estas, solo 3 aceptadas.

## Descripción
Son plantas perennes con el tallo corto o muy reducido. Las hojas 2-3-pinnadas, radicales y caulinares. Las inflorescencia en forma de umbelas sésiles a pedunculados. Involucro e involucelos de brácteas divididas o indivisa y bracteadas. Rayos alargados, desiguales. Pétalos blancos púrpura. Frutos dorsalmente comprimidos, con crestas laterales con alas, dorsal intermedio y prominente.

## Taxonomía
El género fue descrito por Augustin Pyrame de Candolle y publicado en Prodromus Systematis Naturalis Regni Vegetabilis 4: 186. 1830. La especie tipo es: Cortia lindleyi DC. 

## Especies
A continuación se brinda un listado de las especies del género Cortia aceptadas hasta septiembre de 2012, ordenadas alfabéticamente. Para cada una se indica el nombre binomial seguido del autor, abreviado según las convenciones y usos.
- Cortia depressa (D.Don) C.Norman
- Cortia lhasana (H.T.Chang & R.H.Shan) Pimenov & Kljuykov
- Cortia staintoniana Farille & S.B.Malla